# Ernesto Is
Ernesto Suárez Is (Gijón, Asturias, 19 de mayo de 1988), más conocido por su nombre artístico Ernesto Is, en un dramaturgo, guionista y escritor en gallego y castellano.

## Trayectoria
Titulado superior en Arte Dramático por la Escola Superior de Arte Dramática de Galicia en la especialidad de dramaturgia, con anterioridad se forma en el ámbito de la producción y de la realización audiovisual.
En 2016, gana (ex aequo) el Premio ‘Abrente’ de la Mostra Internacional de Teatro de Ribadavia con Fendas. En 2017, obtiene el Premio ‘Rafael Dieste’ de Textos Teatrales de la Diputación Provincial de La Coruña con Despois das ondas, monólogo dramático sobre la vida de la actriz franco-gallega María Casares. Vuelve a ganar el Premio ‘Abrente’ en la edición de 2021 con Profetas. En 2023, su pieza Memoria de la nisal se alza con el Premio ‘Asturias Joven’ de Textos Teatrales del Instituto Asturiano de la Juventud.
Fue seleccionado para participar en el VI Programa de Desarrollo de Dramaturgias Actuales 2017 del Instituto Nacional de las Artes Escénicas y de la Música (INAEM), dando como resultado la pieza de ciencia ficción El hombre que soñaba con elefantes en las estrellas. En 2018, forma parte del grupo de trabajo de escritura teatral del Centro Dramático Galego, coordinado por Manuel Lourenzo, con la obra Onde veñen morrer as baleas. Los teatros Arriaga (Bilbao), Victoria Eugenia (San Sebastián) y Principal (Vitoria) seleccionan en el año 2020 su proyecto dramático Canciones amarillas, flores tristes para participar en el programa ‘Antzerkigintza Berriak’ de nuevas dramaturgias.
En 2021, su proyecto Relato para un incendio consigue la primera beca de dramaturgia y creación impulsada por la Agadic, a través del Centro Dramático Galego; texto estrenado por Aantena Teatro en el año 2022.
Escribe para las compañías Feira do Leste (Exilio das moscas y Tras Tannhäuser —ayudas a la 'Creación Joven' del Injuve— ), Señora Supina (Hotel Europa) e Inversa Teatro (O péndulo, en coautoría con Marta Pérez). En 2023, crea junto a la actriz y directora Nerea Brey, la compañía Manekineko, con la que estrena en 2024 su primera producción: Cancións amarelas, flores tristes.
En la actualidad, compagina su labor creativa con la docencia de escritura teatral y guion audiovisual en diversos colectivos e instituciones. Colabora o ha colaborado con la erregueté - Revista Galega de Teatro, la revista de ocio cultural A Movida y el programa Zigzag Diario de la Televisión de Galicia.

## Estrenos
- O ceo baixo Berlín. Teatro Aforo (Vigo). Dirigida por María Francelina. 2015.
- Exilio das moscas. Teatro Ensalle (Vigo). Dirección de César No. Feria do Leste. 2016.
- Tras Tannhäuser. Sala Ártika (Vigo). Dirección de César No. Feria do Leste. 2017.
- Epiderme. Teatro Ensalle (Vigo). Dirección de Ernesto Is. Belabesta Teatro. 2018.
- Magnitudes. Lectura dramatizada. II Torneo de Dramaturgia de Galicia. Mostra Internacional de Teatro Cómico e Festivo de Cangas. 2018.
- Fíos. Lectura dramatizada. Festival PLATTA. Teatro Sá de Miranda de Viana do Castelo (Portugal). 2018.
- Despois das ondas. Teatro Colón (La Coruña). Dirigida por Xavier Castiñeira. Compañía ButacaZero. 2019.
- Hotel Europa. Auditorio del Ayuntamiento de Vigo. Dirigida por Javier Lojo. Compañía Señora Supina. 2022.
- O péndulo. Auditorio del Ayuntamiento de Vigo. Dirigida por Carlos Álvarez-Ossorio. Inversa Teatro. 2022.
- Relato para un incendio. MIT de Ribadavia. Dirigida por Xosé Leis. Aantena Teatro. 2022.
- Cancións amarelas, flores tristes. Auditorio del Ayuntamiento de Vigo. Dirigida por Nerea Brey. Manekineko. 2024.
- Profetas. Auditorio Gustavo Freire de Lugo. Dirigida por Carlos Álvarez-Ossorio. Ítaca Teatro. 2025.

## Obra

### Obra en gallego

#### Obra dramática
- Fendas, Difusora de Letras, Artes e Ideas, Ourense (2018). ISBN 978-84-92958-45-0
- Despois das ondas, Diputación Provincial de La Coruña (2018). Prólogo Inma López Silva. ISBN 978-84-9812-326-5
- Tras Tannhäuser en Dramaturxia Galega Actual Vol. I. Á Feira Edicións, Vigo (2018). Prólogo Javier Lojo. ISBN 978-84-09-00858-2 [4]
- Onde veñen morrer as baleas en DramaturXa. Edicións Positivas y Agadic, Santiago de Compostela (2019). Prólogo Fefa Noia y Manuel Lourenzo. ISBN 978-84-453-5328-8 [5]
- Despois das ondas. Editorial Galaxia, Vigo (2022). Prólogo Inma López Silva . ISBN 978-84-9151-830-3. Obra teatral sobre María Casares. [6]
- Hotel Europa. Edicións Positivas, Santiago de Compostela (2022). ISBN 978-84-124258-5-7
- O péndulo. Edicións Positivas, Santiago de Compostela (2022). ISBN 978-84-124258-3-3
- Profetas. Difusión de Letras, Artes e Ideas, Orense (2022). Prólogo de Afonso Becerra. ISBN 978-84-92958-59-7. [7]

#### Obra dramática breve
- O ceo baixo Berlín, nº 85 de erregueté - Revista Galega de Teatro, Cangas do Morrazo (2016). [8]
- Fríos, nº 93 de erregueté - Revista Galega de Teatro. Cangas do Morrazo (2017).
- Magnitudes en II Torneo de Dramaturgia de Galicia. Edicións Positivas, Santiago de Compostela (2020). ISBN 978-84-121415-6-6
- Aba e Don en DramaturGA 20 (11 textos breves) . Ediciones Invasoras, Vigo (2020). Prólogo Francisco Oti Ríos. ISBN 978-841699-38-33

#### Narrativa
- RCCV 1987 en O libro do fútbol. Editorial Galaxia, Vigo (2023). ISBN 978-84-1176-024-9 [9]

### Obra en castellano

#### Obra dramática
- El hombre que soñaba con elefantes en las estrellas; edición digital en la web de la Muestra de Teatro Español de Autores Contemporáneos (2017)
- Memoria de la nisal. Ediciones Trabe, Oviedo (2024). ISBN 978-84-10345-05-8

#### Obra dramática breve
- Hinchados en Un Minuto de Justicia. Ediciones Invasoras, Vigo (2019). 124 páginas. ISBN 978-84-16993-51-2 [10]
- Anoche en Microteatro en el Hórreo. Editorial Círculo Rojo, El Ejido (2015). ISBN 978-84-9115-880-6 [11]

### Obra en asturiano
Obra dramática breve
- La regla d'un trasgu, publicado en el libro Microteatro en el Hórreo. Editorial Círculo Rojo, El Ejido (2015). ISBN 978-84-9115-880-6 [11]

## Colaboraciones en medios

#### erregueté - Revista Galega de Teatro
- Momentos que deixan pegada, Erregueté nº 83 (2015).
- Entrevista a Ana Vallés y Baltasar Patiño (Matarile Teatro), Erregueté nº 88 (2016).
- A Berberecheira: honestidade e autoficción, Erregueté nº 98 (2019).
- Críticas, reseñas y entrevistas online .
- Coordinador de la sección “No confín de…” del sitio web de Erregueté.

#### A Movida - Agenda de ocio y cultura de Vigo
Coordinación de la sección “As outras luces” (2019-2024).

#### Zigzag Diario de laTelevisión de Galicia
Colaborador en la sección de artes escénicas del programa durante la temporada 2021-2022.

## Reconocimientos

#### Premios
- 2014: I Premio 'A Pegada' de radioteatro. Do material do que están feitos os soños.
- 2014: Segundo premio 'A Pipa' de dramaturgia breve. O ceo baixo berlín.
- 2015: II Premio 'A Pipa' de dramaturgia breve. Fíos.
- 2016: XI Premio 'Abrente' de Textos Teatrales de la MIT de Ribadavia. Fendas (ex aequo).
- 2017: Accésit 'A Pegada' de teatro radiofónico. Bestiario .
- 2017: XVIII Premio 'Rafael Dieste' de Textos Teatrales de la Diputación Provincial de A Coruña. Despois das ondas.
- 2021: XVI Premio Abrente de Textos Teatrales de la MIT de Ribadavia. Profetas. [14]
- 2023: Premio Asturias Joven de Textos Teatrales del Instituto Asturiano de la Juventud. Memoria de la nisal .

#### Selecciones
- 2016: Ayudas a la Creación Joven del Instituto de la Juventud (Injuve). Tras Tannhäuser.
- 2017: Beca de creación Dramaturgias Actuales del INAEM. El hombre que soñaba con elefantes en las estrellas.
- 2018: Autor seleccionado en el programa DramaturXA del Centro Dramático Gallego. Onde veñen morrer as baleas.
- 2020: Beca de creación Antzerkigintza Berriak de nuevas dramaturgias de los teatros del País Vasco. Canciones amarillas, flores tristes.
- 2021: Beca de Dramaturgia y Creación de la Junta de Galicia, convocada por AGADIC y el Centro Dramático Gallego: Relato para un incendio.
- 2025: XX Premio 'Jovellanos' a la Producción Escénica de Divertia Gijón. Espectáculos Adrían Conde. Memoria de la nisal.[15]

#### Candidaturas
- 2020: Finalista en la categoría de mejor texto original de los XXIV Premios de Teatro María Casares de la Asociación de Actores e Actrices de Galicia (AAAG). Despois das ondas. [16]
- 2023: Candidato, junto a Marta Pérez, a mejor autoría teatral en los XXVI Premios Max de las Artes Escénicas. O péndulo.

#### Vídeos externos
- Leyendo Onde veñen morrer as baleas.
- Entrevista en Plató Abierto de Televigo. Octubre de 2019.
- Presentación de Profetas en Libraría Cartabón de Vigo. Junio de 2023.
- Entrevista en Conexión Asturias de la TPA. Enero de 2024.
- Entrevista en el programa cultural Pieces de la Televisión del Principado de Asturias (TPA). Octubre de 2024.

- Datos: Q91077515